# Microbotryum holostei
Microbotryum holostei är en svampart som först beskrevs av de Bary, och fick sitt nu gällande namn av Vánky 1998. Microbotryum holostei ingår i släktet Microbotryum och familjen Microbotryaceae.   Inga underarter finns listade i Catalogue of Life.